# ALP-45DP機関車
ALP-45DPは、ボンバルディア・トランスポーテーションが北アメリカ向けに設計、製造した電気・ディーゼル両用の機関車である。アメリカ合衆国のニュージャージー・トランジットとカナダのモントリオール大都市圏交通局が導入した。

## 製造と運用
各車ともドイツ・カッセルのボンバルディア工場で生産された。電化区間では架空電車線方式の電気機関車として、非電化区間では電気式のディーゼル機関車としての運転が可能となっている。
ニュージャージー・トランジットでは、郊外の非電化線区からディーゼル列車の通過が不可能なノース・リバー・トンネル経由でペンシルベニア駅への直通する列車への充当用に導入された。当初発注は26両、後に9両を追加発注して合計35両が投入されている。2012年5月30日に運用を開始した。電化区間では交流12.5kV・25Hzおよび25kV・50Hzの両電圧に対応する。
モントリオール大都市圏交通局では20両が投入された。2014年に非電化で開業したマスクーシュ線向けに導入され、ディーゼル列車が入線不可能なモンロワイヤルトンネル経由でモントリオール中央駅への直通用として運用されている。トンネルを含む電化区間では交流25kV・60Hzの架線集電で走行する。

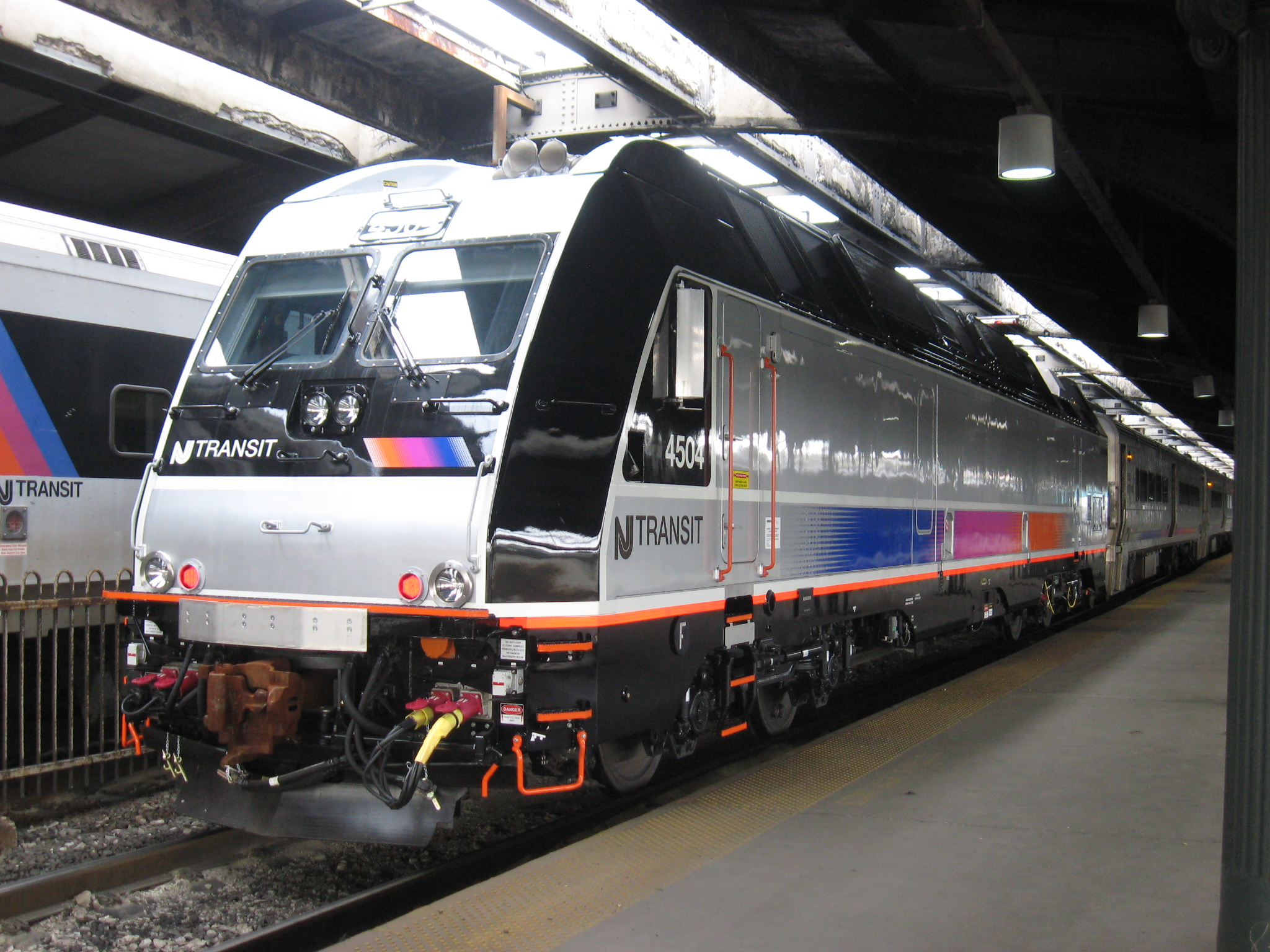
NJトランジット
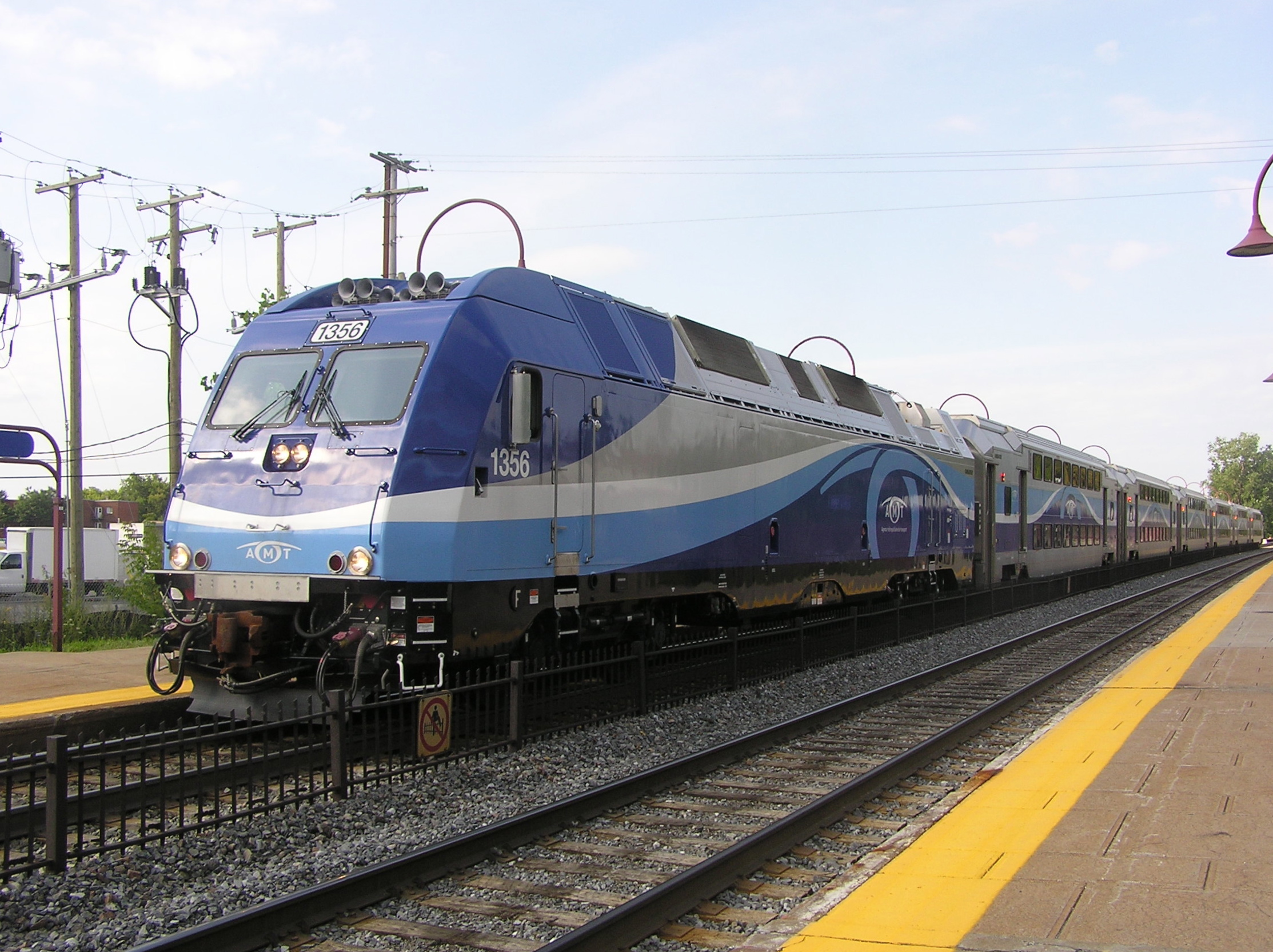
モントリオール大都市圏交通局